# Eta Eridani
Eta Eridani es una estrella de la constelación de Eridanus. Tiene el nombre tradicional Azha ("el lugar de cría"). La palabra azha es una corrupción del persa آشيانه (āšiyāne), el nido del avestruz.
Eta Eridani pertenece a K0 tipo espectral y tiene una magnitud aparente de 4,1. Está a 121 años luz de la Tierra.
- Época: J2000
- Ascensión Recta: 2h56m25.70s
- Declinación: -08 ° 53'53 .0 "